# U23-Siebenkampf-Länderkampf der Frauen 1994 Deutschland – Frankreich – Russland – Schweiz
| 5. Leichtathletik-Länderkampf mit deutscher Beteiligung 1994                       | 5. Leichtathletik-Länderkampf mit deutscher Beteiligung 1994 |
| ---------------------------------------------------------------------------------- | ------------------------------------------------------------ |
|                                                                                    |                                                              |
| U23-Siebenkampfvergleich der Frauen: Deutschland – Frankreich – Russland – Schweiz |                                                              |
| Austragungsort                                                                     | Bad Oeynhausen                                               |
| Wettbewerbe                                                                        | 1                                                            |
| Datum                                                                              | 6./7. August                                                 |
| 1. RUS 2. GER 3. FRA 4. SUI                                                        | 16.680 Punkte 15.358 Punkte 15.460 Punkte 14.263 Punkte      |
| Chronik                                                                            |                                                              |
| ← GER-FRA-RUS-SUI 0010kampf (U23-M)                                                | GER-RUS Str'lauf (U23-M) →                                   |

Im fünften Vergleich des Länderkampfjahres 1994 kam es wie im parallelen Länderkampf der Männer zu einer Wiederholung der letztjährigen Begegnung zwischen Frankreich, Deutschland, Russland und der Schweiz – damals für den Altersbereich U22. 1993 hatte Frankreich den Wettbewerb vor Russland und Deutschland für sich entschieden. Das diesjährige Aufeinandertreffen der nun U23-Siebenkämpferinnen wurde am 7./8. August in Bad Oeynhausen ausgetragen.

## Modus
Die jeweils drei besten Athletinnen der einzelnen Teams gingen mit der Addition ihrer Punktzahlen in die Wertung ein. Zur Zahl der Teilnehmerinnen je Land gibt es keine Angaben. In den Einzelresultaten sind nur die ersten Acht sowie die weiteren deutschen Vertreterinnen aufgeführt.

## Ergebnis
Die Einzelwertung wurde bestimmt durch Russland und Deutschland. Eine deutsche Siebenkämpferin siegte vor zwei Russinnen und einer weiteren deutschen Athletin. Die Gesamtwertung ging mit 16.680 Punkten am Ende deutlich an das russische U23-Juniorinnenteam. Deutschland folgte mit 15.358 Punkten auf Platz zwei. Die drittplatzierten Französinnen erzielten 15.460 Punkte. Mit 14.263 Punkten wurde die Schweiz Vierter.

## Legende
Kurze Übersicht zur Bedeutung der Symbolik – so üblicherweise auch in sonstigen Veröffentlichungen verwendet:
| w | Rückenwindunterstützung über dem erlaubten Limit von 2,0 m/s |

### Siebenkampf U21-Juniorinnen
| Platz | Name                 | Nation | Punkte | 100 m Hürden | Hoch- sprung | Kugel- stoßen | 200 m     | Weit- sprung | Speer- wurf | 800 m       |
| ----- | -------------------- | ------ | ------ | ------------ | ------------ | ------------- | --------- | ------------ | ----------- | ----------- |
| 1     | Astrid Retzke        | GER    | 5724   | 14,32 s00    | 1,72 m       | 12,78 m       | 25,48 s w | 5,87 m       | 45,08 m     | 2:23,24 min |
| 2     | Tatjana Gordejewa    | RUS    | 5699   | 14,48 s00    | 1,78 m       | 12,99 m       | 25,48 s w | 5,61 m       | 42,70 m     | 2:20,74 min |
| 3     | Natalja Timofejewa   | RUS    | 5506   | 13,68 s00    | 1,72 m       | 11,19 m       | 25,62 s00 | 5,84 m       | 33,30 m     | 2:20,00 min |
| 4     | Silke Knut           | GER    | 5504   | 14,14 s00    | 1,69 m       | 11,23 m       | 25,44 s00 | 5,93 m       | 26,62 m     | 2:20,64 min |
| 5     | Natalja Kulikowa     | RUS    | 5475   | 14,56 s00    | 1,72 m       | 10,86 m       | 26,00 s00 | 5,93 m       | 37,78 m     | 2:17,42 min |
| 6     | Véronique Villefayot | FRA    | 5411   | 14,48 s w    | 1,60 m       | 10,62 m       | 25,28 s w | 5,57 m       | 45,26 m     | 2:18,50 min |
| 7     | Katrein Schröder     | GER    | 5130   | 14,36 s w    | 1,66 m       | 12,19 m       | 26,52 s00 | 5,21 m       | 38,48 m     | 2:28,26 min |
| 8     | Valérie Deshayes     | FRA    | 5081   | 15,20 s00    | 1,72 m       | 11,21 m       | 25,42 s00 | 5,64 m       | 28,48 m     | 2:26,32 min |
| 000…  |                      |        |        |              |              |               |           |              |             |             |
| 12    | Birgit Riedel        | GER    | 4800   | 15,14 s00    | 1,60 m       | 10,45 m       | 26,90 s00 | 5,46 m       | 30,54 m     | 2:22,72 min |